# Georg Wilhelm Müller (SS-Mitglied)

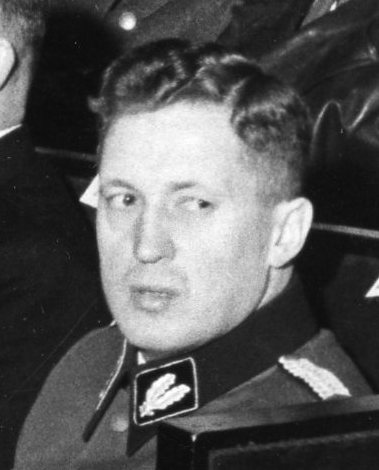
Georg Wilhelm Müller in der Uniform eines SS-Oberführers im November 1944

Georg Wilhelm Müller (* 29. Dezember 1909 in Königshütte, Oberschlesien; † 30. April 1989 in Hamburg), häufig G.W. Müller genannt, war ein deutscher nationalsozialistischer Studentenführer, Propagandist, SS-Oberführer und enger Mitarbeiter von Joseph Goebbels.

## Leben
Nach dem Abitur am Kaiser-Friedrich-Gymnasium (heute Heinrich-von-Gagern-Gymnasium) in Frankfurt am Main studierte er seit 1929 Jura an den Universitäten in Rostock, Marburg und Kiel, ab 1930 in Frankfurt. Seine nationalsozialistische Tätigkeit verhinderte eine angestrebte soldatische Laufbahn. Er trat zum 1. Februar 1928 der NSDAP bei (Mitgliedsnummer 74.380). Zuvor war er seit 1926 in der SA aktiv, verließ die SA jedoch Ende 1930 zugunsten der SS (SS-Nummer 3.554).
Als Führer des Nationalsozialistischen Deutschen Studentenbundes an der Universität Frankfurt am Main und ab 1933 als selbsternannter „Führer der Studentenschaft“ war er maßgeblich für die Nazifizierung der Universität 1933 verantwortlich. Der Nationalsozialistische Deutsche Studentenbund hatte zuvor die Universität Frankfurt als „Hochburg jüdischer Frechheit und marxistischer Unverschämtheit“ bezeichnet, und Müller ging deshalb besonders fanatisch vor, um die „verjudete und liberale“ Universität Frankfurt rigoros zu säubern. Unter anderem wurden Studenten zwangsweise in die SS oder SA eingegliedert. Müller beklagte, dass die Mehrheit der Frankfurter Studenten zum Zeitpunkt der Machtergreifung „indifferent oder marxistisch“ waren. Im Mai 1933 organisierte Müller zudem Aktionen gegen jüdische Anwälte am Oberlandesgericht Frankfurt am Main, wo er seinerzeit Rechtsreferendar war.
Von 1934 an machte er Karriere in der Pressearbeit der NSDAP, zunächst als Pressereferent bei der Gauleitung Hessen-Nassau. Joseph Goebbels schrieb am 27. November 1936 in sein Tagebuch über ihn: „Heißt zwar Müller, aber macht einen guten Eindruck.“ Anfang Dezember 1936 wurde er persönlicher Referent von Goebbels im Reichsministerium für Volksaufklärung und Propaganda (RMVP) und galt als besonders enger Vertrauter seines Chefs. Müller galt als „fanatischer Nationalsozialist“ und als „besonders strammer alter Kämpfer.“

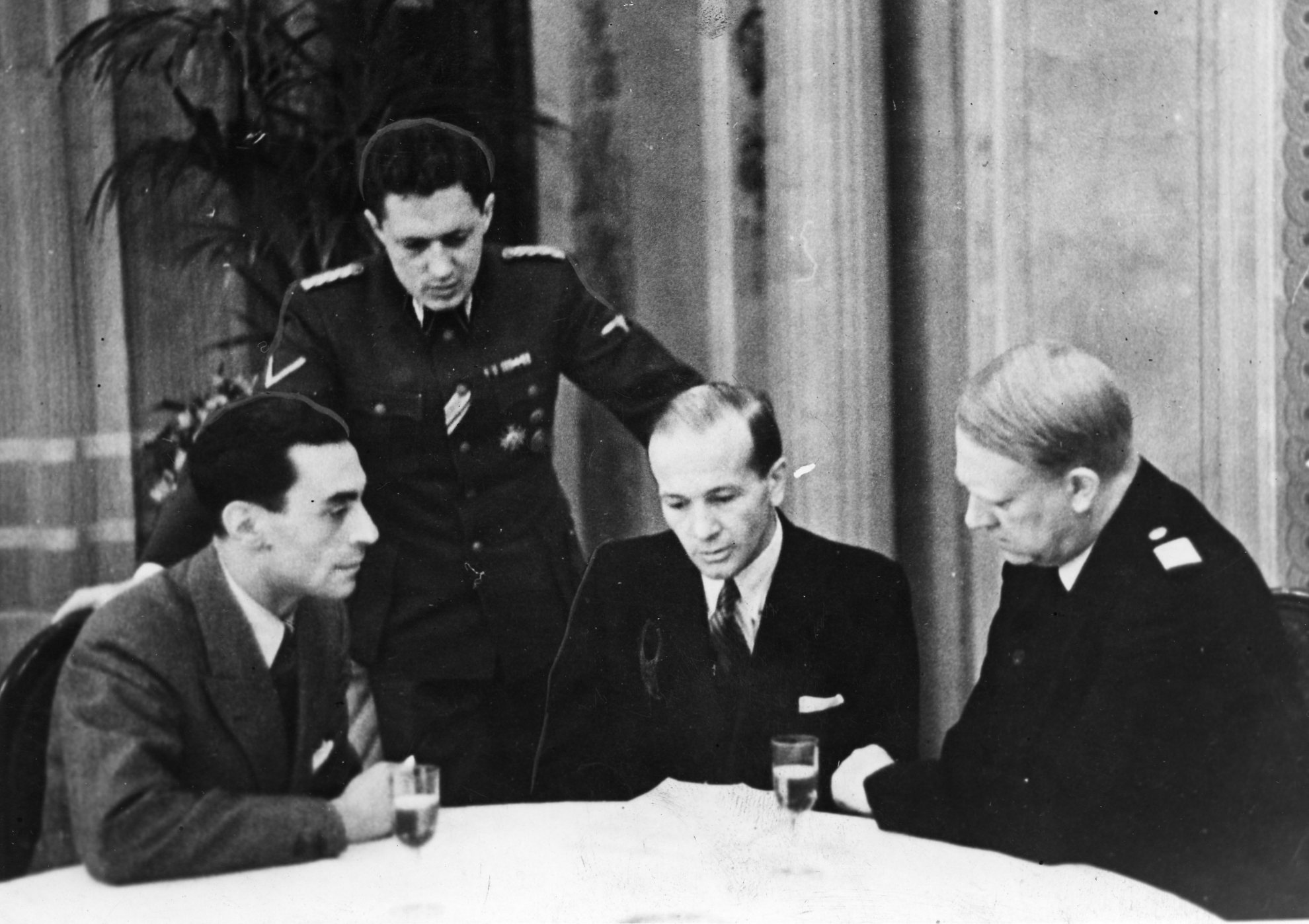
Müller stehend bei Pressegespräch von Vidkun Quisling (rechts), Berlin, 14. Februar 1942

Während des Zweiten Weltkrieges war er offiziell von April 1940 bis März 1945 Leiter der Hauptabteilung für Volksaufklärung und Propaganda im Reichskommissariat Norwegen, zunächst als Ministerialrat und ab 1943 als Ministerialdirigent dotiert. Vermutlich wird die von ihm organisierte Propagandaarbeit nicht mit dem gewünschten Erfolg verbunden gewesen sein. Denn bereits im März 1941 wurde er zu einem Militäreinsatz nach Finnland befohlen. Einen Monat später, ab März 1941 erfolgte sein Einsatz als Gehilfe des Polizeiattachés in Schweden. An der Seite von Hans Hendrik Neumann(1901-1994) organisierte er hier die nachrichtendienstliche Bearbeitung der im Land befindlichen deutschen Exilorganisation, baute zur Fortsetzung der prodeutschen Propagandaarbeit getarnte Verlage auf und unterlief das Personal schwedischer Rundfunkstationen. Durch finanzielle Bestechung gewann er Einfluss auf die linksgerichtete Tageszeitung "Folkets Dagblad" in der dann zum Teil vom Reichssicherheitshauptamt vorgefertigte Artikel platziert wurden.
Bei einem von beiden Offizieren verfolgten Auftrag zur Beobachtung des früheren Funktionärs der Kommunistischen Partei Deutschlands (KPD) und Instrukteurs der Kommunistischen Internationale (KI), Ernst Wollweber (1898-1967) unterliefen ihnen erhebliche Fehler. Das vom RSHA vorgegebene Ziel der Observation von Wollweber durch Müller sollte er Erarbeitung belastenden Materials sein, um damit seine Auslieferung an Deutschland zu erwirken. Dabei wurde dem schwedische Außenministerium bekannt, dass Müller sein diplomatisches Amt für ein nachrichtendienstliches Agieren im Gastland missbraucht. Um dieses illegale Wirken der beiden Attachés zu unterbinden, ergingen mehrere Warnungen an die deutsche Gesandtschaft. Als es jedoch zu keinen Änderungen in dem zum Teil aggressiven Vorgehen Müllers kam, nahm die schwedische Polizei Wollenberg vorbeugend in Haft. Daraufhin versuchte Müller durch politischen Druck eine Übergabe des Inhaftierten zu erzwingen. Die damit verbundenen Einmischungsversuche in die inneren Angelegenheiten Schwedens nahm das Außenministerium zum Anlass beider Attachés des Landes zu verweisen. Während Neumann nach Finnland auswich, kehrte Müller im Februar 1942 nach Norwegen zurück. Obwohl es nach seiner Rückkehr zu keiner Verbesserung der von ihm verantworteten prodeutschen Propagandatätigkeit kam, wurde er 1943 zum Ministerialdirigenten ernannt und zum Jahresende zum SS-Oberführer befördert. Im März 1945 wurde Müller wegen der Erfolglosigkeit seiner Zuständigkeitsbereiches aus Norwegen abberufen. Vorgesehen war, ihn „als Sonderbevollmächtigter Goebbels zum Stab des neuen Oberbefehlshabers West, Albert Kesselring“ einzusetzen. Er selbst entschied sich jedoch an seinen früheren Arbeitsplatz ins RSHA zurückzukehren.
Nach Kriegsende wurde Müller im Juni 1945 in Hamburg verhaftet, nach Oslo überstellt und danach interniert. Gegen Müller wurde ein Verfahren durchgeführt, da er „sich zahlreicher Delikte gegen die norwegische Zivilbevölkerung schuldig gemacht“ hatte. Müller wurde freigesprochen, da mehrere seiner früheren NS-Kollegen aus Furcht vor Vergeltungsaktionen die Aussage verweigerten. Nach Deutschland rücküberstellt wurde er erneut vernommen und Dokumente danach bewertet, ob sie Beweiskraft haben, die von Müller begangenen Straftaten rechtlich zu fassen. Durch Falschaussagen gelang es ihm jedoch die kritischen Zeiten seiner NS-Zeit in ein anderes Licht zu rücken. Deshalb musste er 1948 letztendlich aus dem Internierungslager Fallingbostel entlassen werden. Daher wurde er auch im anschließenden Verfahren, im August 1948 zu seiner Entnazifizierung als Mitläufer eingestuft. Er war nach dem Krieg als Geschäftsmann in Hamburg tätig. Er wechselte seinen Wohnort und deshalb ist über seine spätere Tätigkeit nichts bekannt.
Er war verheiratet mit Lotte Müller, die ebenfalls eine überzeugte Nationalsozialistin war.

## Auszeichnungen
- Eisernes Kreuz II. Klasse, 1939
- Kriegsverdienstkreuz II ohne Schwerter
- Kriegsverdienstkreuz I ohne Schwerter
- Verwundetenabzeichen, 1939 in Silber
- Goldenes Parteiabzeichen der NSDAP
- Dienstauszeichnungen der NSDAP in Silber und Bronze
- Ehrendegen des RFSS
- Totenkopfring der SS

## Werke
- Joseph Goebbels und Georg Wilhelm Müller (Hrsg.): Wetterleuchten: Aufsätze aus der Kampfzeit, 2. Band „Der Angriff“. Zentralverlag der NSDAP., F. Eher Nachf., München 1939
- Georg Wilhelm Müller: Das Reichsministerium für Volksaufklärung und Propaganda. In: Schriften zum Staatsaufbau, Heft 43. Junker und Dünnhaupt, Berlin 1940, 40 Seiten